# Apepi (Vương triều thứ 15)

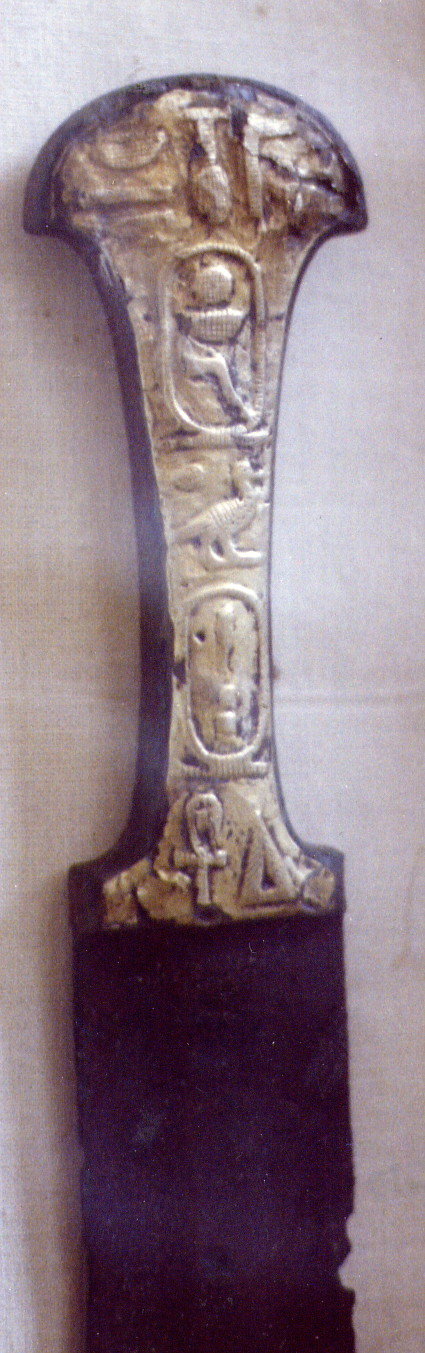
Con dao găm với tên Nebkhepeshre Apepi.

Apepi (cũng là Ipepi; Tiếng Ai Cập ipp(i)) hoặc Apophis (tiếng Hy Lạp: Ἄποφις; tên trị vì Neb-khepesh-Re, A-qenen-Re và A-user-Re) là một vị vua của Hạ Ai Cập dưới thời vương triều thứ 15 và vào giai đoạn cuối thời kỳ Chuyển tiếp Thứ Hai mà vốn bị thống trị bởi vương triều của các vị vua ngoại quốc được gọi là người Hyksos. Theo bản danh sách vua Turin, ông đã cai trị phần phía Bắc của Ai Cập trong 40 năm. Ông đã trị vì trong giai đoạn nửa đầu của thế kỷ thứ 16 TCN và đã sống lâu hơn kình địch ở miền Nam của mình là Kamose, nhưng không lâu hơn Ahmose I. Mặc dù triều đại của ông chỉ giới hạn ở phía Bắc Ai Cập, Apepi đã chi phối gần như toàn bộ Ai Cập trong giai đoạn đầu triều đại của mình, và đã giao thương một cách hòa bình với vương triều thứ 17 của Thebes ở phía Nam.
Trong giai đoạn đầu triều đại của mình, ông có thể đã áp đặt quyền bá chủ đối với Thượng Ai Cập, nhưng cuối cùng vương triều thứ 17 đã nắm được quyền kiểm soát đối với vùng đất này, và người Hyksos đã bị đánh đuổi khỏi Ai Cập chỉ trong vòng chưa đầy 15 năm sau khi ông qua đời.
1. 1865
2. 1866

Kamose, vị vua cuối cùng của vương triều thứ 17 ở Thebes, nhắc tới Apepi như là một "Thủ lĩnh của Retjenu" trong một tấm bia đá nhằm ngụ ý về gốc gác Canaan dành cho vị vua Hyksos này.

## Tên Prenomen
Neb-khepesh-Re (nb ḫpš rˁ), A-qenen-Re (ˁ3 ḳn n rˁ) và A-user-Re (ˁ3 wsr rˁ) là ba tên prenomen hoặc tên ngai được vị vua này sử dụng trong các giai đoạn khác nhau dưới triều đại của ông. 
Trong khi một số nhà Ai Cập học đã từng tin rằng có hai vị vua khác nhau cùng mang tên Apepi, đó là Auserre Apepi và Aqenenre Apepi, thì giờ đây người ta thừa nhận rằng Khamudi đã kế vị Apepi I tại Avaris và chỉ có duy nhất một vị vua có tên là Apepi hoặc Apophis. Nebkhepeshre hoặc "Re là chúa tể của Sức Mạnh" là tên prenomen của Apepi; vào giai đoạn giữa triều đại, vị vua Hyksos này thay đổi một prenomen khác, Aqenenre, mà có thể dịch là "Sức mạnh của Re là vĩ đại." Trong thập niên cuối cùng hoặc hoặc khoảng giai đoạn cuối của triều đại, Apepi chọn Auserre là prenomen cuối cùng của ông. Trong khi tên prenomen bị thay đổi, không có sự khác biệt nào trong cách dịch của cả Aqenenre và Auserre. Tên Horus của ông Shetep-tawy được chứng thực chỉ hai lần (một lần là cùng với A-qenen-Re). Nó xuất hiện trên một tấm thẻ lễ vật và trên các khối đá được tìm thấy ở Bubastis.

## Trị vì

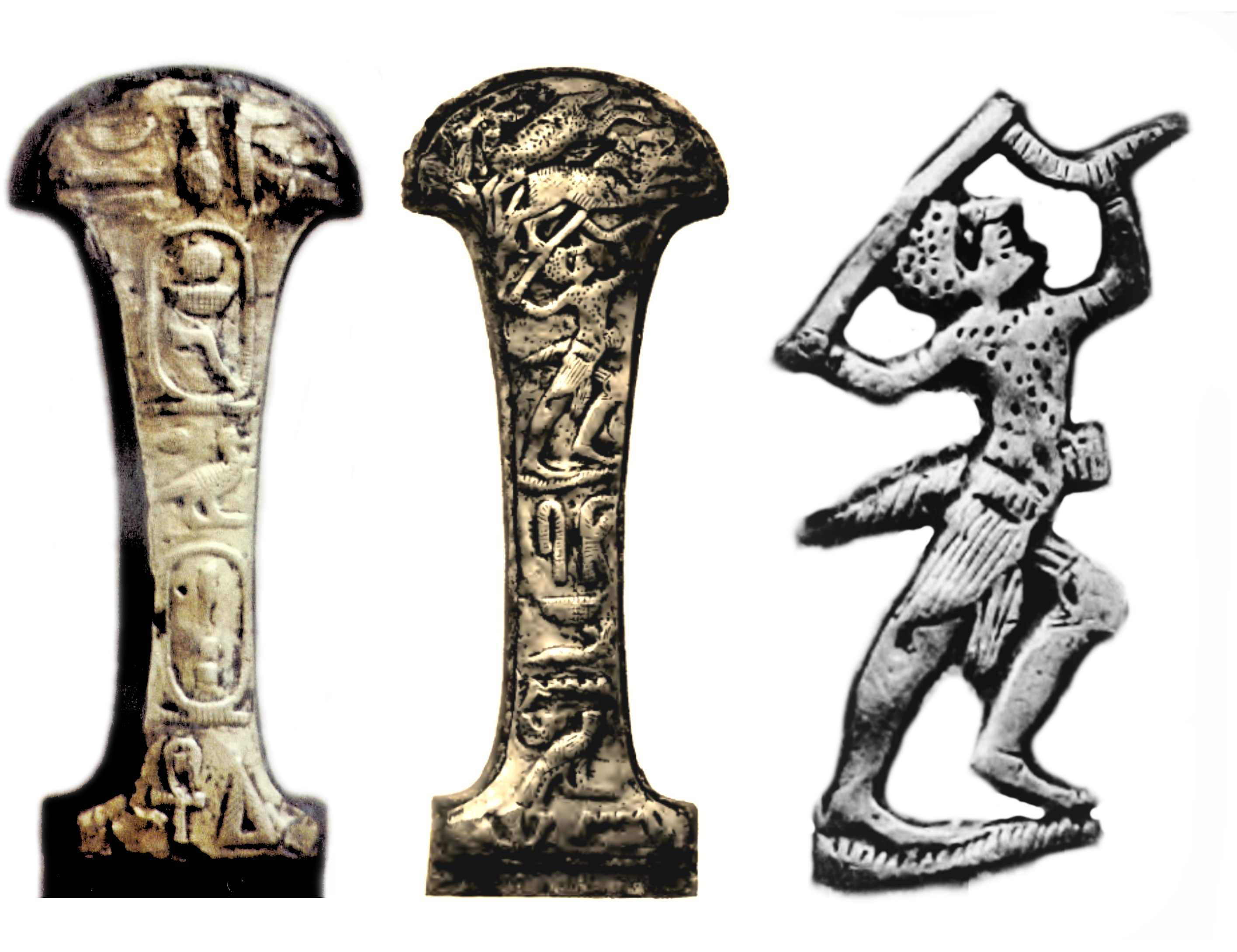
Tay cầm dao găm Hyksos

Thay vì xây dựng các công trình kỷ niệm của mình, Apepi thường chiếm đoạt các công trình tưởng niệm của những vị pharaon tiền nhiệm bằng cách khắc tên của mình lên hai bức tượng nhân sư của Amenemhat II và hai bức tượng của Imyremeshaw. Apepi được cho là đã chiếm đoạt ngai vàng miền Bắc Ai Cập sau cái chết của vị tiên vương của ông, Khyan, bởi vì vị vua này đã chỉ định người con trai của ông ta, Yanassi, sẽ là người thừa kế ngai vàng của mình. Ông đã được kế vị bởi Khamudi, vị vua Hyksos cuối cùng. Ahmose I sau này đã đánh đuổi các vị vua Hyksos ra khỏi Ai Cập và thiết lập nên vương triều thứ 18.
Vào thời đại Ramesses, Apepi được ghi chép lại là đã thờ cúng duy nhất thần Seth: "[Ông ta] lựa chọn vị chúa tể của mình là thần Seth. Ông ta không thờ cúng bất cứ vị thần nào khác trong toàn bộ vương quốc ngoài Seth." Jan Assmann lập luận rằng bởi vì người Ai Cập có thể chưa bao giờ có quan điểm về một vị thần "đơn độc" không có nhân cách, Seth vị thần sa mạc, người được thờ cúng riêng biệt, đại diện cho sự miêu tả về cái ác.
Có một số cuộc thảo luận trong ngành Ai Cập học về việc liệu rằng Apepi có cai trị Thượng Ai Cập nữa hay không. Quả thực, có một vài đồ vật với tên của vị vua này nhiều khả năng là đến từ Thebes và Thượng Ai Cập. Chúng bao gồm một con dao găm với tên của vị vua được mua từ chợ nghệ thuật ở Luxor. Một chiếc rìu không rõ xuất xứ mà trên đó nhà vua được gọi là người được yêu quý của Sobek, chúa tể của Sumenu. Sumenu ngày nay được đồng nhất với Mahamid Qibli, cách Thebes khoảng 24 km về phía Nam và một mảnh vỡ của một chiếc bình đá được tìm thấy trong một ngôi mộ ở Thebes. Về phần các hiện vật này, người ta cho rằng chúng đã được buôn bán tới Thượng Ai Cập. Một vấn đề khó giải quyết hơn đó là một khối đá với tên của nhà vua này đã được tìm thấy ở Gebelein. Khối đá này được xem là bằng chứng cho các hoạt động xây dựng của vị vua này ở Thượng Ai Cập và do đó được coi như là bằng chứng cho thấy rằng người Hyksos cũng đã cai trị Thượng Ai Cập. Tuy nhiên, khối đá này lại không quá lớn và ngày nay nhiều học giả lập luận rằng nó có thể đã được đưa đến Gebelein sau khi kinh đô của người Hyksos bị cướp phá và không phải là bằng chứng cho một triều đại của người Hyksos ở Thượng Ai Cập.

## Gia đình

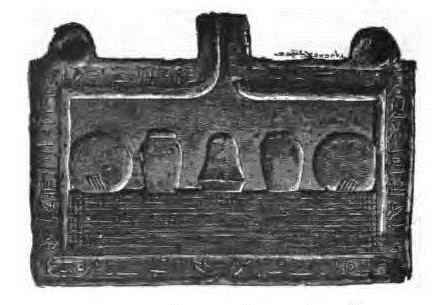
Bảng lễ vật với praenomen Aaqenenre (Cairo CG23073)

Hai người em gái của ông đã được biết đến: Tani và Ziwat. Tani được đề cập tới trên một cánh cửa của một ngôi đền ở Avaris và trên khung của một bảng lễ vật (Berlin 22487). Bà là em gái của đức vua. Ziwat được đề cập tới trên một cái bát ở Tây Ban Nha.
Một 'hoàng tử Apepi', tên của ông xuất hiện trên một con dấu (ngày nay nằm tại Berlin), dường như là con trai của ông. Apepi còn có một người con gái khác có tên là Herit: một chiếc bình thuộc về bà đã được tìm thấy trong một ngôi mộ ở Thebes, đôi khi được xem là ngôi mộ của Amenhotep I, điều này có thể ngụ ý rằng vào một thời điểm nào đó con gái của bà đã cưới một vị vua Thebes. Tuy nhiên, chiếc bình này có thể là một chiến lợi phẩm đã bị cướp bóc từ Avaris sau khi Ahmose I giành chiến thắng quyết định trước người Hyskos.